# 奥罗佩季奥-拉西锡乌
奥罗佩季奥-拉西锡乌（希臘語：Οροπέδιο Λασιθίου）是希腊克里特大区拉西锡专区的一个市镇，市镇面积为130.0平方公里，2011年人口数量为2,387人。
该市镇位于克里特岛东部中央的拉西锡高原上。市镇名字的意思就是“拉西锡高原”。